# Chorwackie Legiony Przeciwlotnicze
Chorwackie Legiony Przeciwlotnicze – ochotnicze formacje zbrojne złożone z Chorwatów w służbie Niemiec podczas II wojny światowej.
Na pocz. 1943 r. w Niemczech została sformowana jednostka przeciwlotnicza Luftwaffe spośród Chorwatów, którzy ochotniczo zgłosili się do służby na rzecz niemieckiej armii. Liczyła ok. 350 żołnierzy obsługi dział przeciwlotniczych i ok. 3 tys. ludzi w służbach pomocniczych. Była ona znana jako Hrvatska PZ Legija. Na jej czele stał mjr Srnec. Niemcy wysłali ją na front wschodni, gdzie działała na Krymie, a po jego upadku, została odesłana do kraju do Zagrzebia. Przebywała tam do końca wojny.
Druga chorwacka jednostka przeciwlotnicza w składzie Luftwaffe została sformowana pod koniec 1943 r. także w Niemczech. Po przeszkoleniu w Niemczech oraz w Auxerre i Bordeaux we Francji przydzielono ją do Flakabteilung 463-(0) w 22. Dywizji Przeciwlotniczej (22. Flak-Division) pod dowództwem gen. mjr. Friedricha Römera. Pozostawała tam do końca wojny.
Żołnierze tych formacji nosili mundury i dystynkcje Luftwaffe z biało-czerwoną szachownicą chorwacką i napisem Hrvatska na lewym ramieniu. Na prawej piersi munduru od  1944 r. nosili metalową odznakę Legionów.